# Грамон, Антуан-Луи-Мари де
Герцог Антуан-Луи-Мари де Грамон (фр. Antoine-Louis-Marie de Gramont; 17 августа 1755, Париж — 28 августа 1836, там же) — французский генерал и парламентарий, также известный как Антуан VIII де Грамон.

## Биография
Сын графа Антуана-Адриена-Шарля де Грамона и Мари-Луизы-Софи де Фук.
Князь Бидаша, граф д'Ор и де Лувиньи, барон де Кам, де Сен-Пе, де Бардо, д'Юр, и прочее.
Первоначально титуловался графом де Лувиньи. Это графство, расположенное в области Суль, было старинным фьефом Грамонов. Согласно Антуану Альфреду Аженору де Грамону, его обучением занимался Франсуа Како. В 1762 году, после смерти отца, стал титуловаться графом де Грамоном.
В 1772 году поступил на службу в Королевский Пьемонтский кавалерийский полк, в апреле 1774 получил там роту.
Второй полковник пехотного полка Королевы (17.12.1778), 27 июня 1779 назначен наследником герцога де Вильруа в должности капитана 2-й роты королевской гвардии.
16 апреля 1780 получил герцогский патент и стал именоваться герцогом де Гишем. В 1784 году стал кампмейстером-командиром драгунского полка Королевы, стоявшего гарнизоном в Лане; в том же году по поручению Людовика XVI председательствовал на штатах Беарна, собравшихся в По. В 1788 году стал рыцарем ордена Святого Людовика.
5 и 6 ноября 1789 командовал конным гвардейским значком в Версале; спешившись, пытался оборонять дворцовую лестницу от недовольной толпы.
В эмиграции в 1791—1792 годах командовал Домом короля, в 1793 году был произведен в кампмаршалы, в этом качестве служил в 1796-м в армии Конде. После роспуска Дома короля некоторое время жил в Австрии, испытывая нужду, затем состоял при особе Людовика XVIII как капитан гвардии и первый палатный дворянин.
19 июля 1796 присутствовал при загадочном покушении на короля в Диллингене, когда Людовик XVIII был ранен выстрелом из пистолета в голову. «Ах, Ваше Величество, — воскликнул при этом Грамон, — одной линией ниже и вы бы погибли!» — «Ага, друг мой, одной линией ниже и королем бы стал Карл X», — ответил флегматичный Людовик.
В 1801 году, после смерти своего дяди герцога Антуана VII де Грамона, унаследовал герцогский титул и старшинство в роду. Сопровождал Людовика XVIII в Митаву, где был представлен императору Павлу I, пожаловавшему Грамона в командоры Мальтийского ордена.
Приведенные в «Словаре французских парламентариев» сведения о том, что, перебравшись в Англию, герцог служил в 10-м гусарском полку, был известен под именем капитана Грамона, вернулся во Францию при Реставрации вместе с герцогом Ангулемским, при котором состоял в качестве первого адъютанта, относятся к его сыну.
4 июня 1814 назначен пэром Франции, 8 августа произведен в генерал-лейтенанты, 30 сентября стал управляющим 11-й дивизией. Снова получил должность капитана роты Грамона королевской гвардии, которую сохранял до конца правления Карла X.
Во время процесса маршала Нея в ноябре 1815 давал свидетельские показания, занимал относительно умеренную позицию, но проголосовал за смертную казнь. В составе Верхней палаты защищал прерогативы королевской власти, в ущерб октроированным свободам.
В 1818 году вместе с Филиппом-Луи де Ноаем, герцогом де Пуа и де Муши, и его старшим сыном проходил по делу графа Сен-Мориса, убитого на дуэли близ Тюильри.
30 сентября 1820 в часовне замка Тюильри был пожалован в рыцари орденов короля, инсигнии которых к тому времени уже имел позволение носить. В июле 1821 в Лондоне в качестве чрезвычайного посла присутствовал на коронации Георга IV. 19 августа 1823 произведен в офицеры ордена Почетного легиона.
Принес присягу Июльской монархии и сохранил место в Палате пэров.

## Семья
Жена (контракт 11.07.1780): Луиза-Габриель-Аглая де Полиньяк (7.05.1768—30.03.1803), дочь герцога Армана-Жюля-Франсуа де Полиньяка и Иоланды де Поластрон, придворная дама Марии Антуанетты
Дети:
- Арманда-Леони-Софи-Коризанда (5.10.1782—23.01.1865). Муж (28.07.1806): Чарлз Огастес Беннет (1776—1859), лорд Оссалстон, граф Танкервиль
- Аглае-Анжелика-Габриель (17.01.1787—21.01.1842). Муж 1) (10.1805): генерал Александр Львович Давыдов (1773—1833); 2) (1831): граф Орас Себастьяни (1772—1851), маршал Франции
- герцог Антуан-Ираклий-Аженор (17.07.1789—3.03.1855). Жена (23.07.1818): Ида Гримо д'Орсе (1802—1882), дочь генерала Жана-Франсуа-Альбера Гримо, графа д'Орсе